# Contagio electoral
El contagio electoral es el fenómeno por el que dos procesos electorales que se celebran simultáneamente se influyen entre sí en algún parámetro susceptible de ser medido.

## Contagio electoral entre las elecciones municipales, autonómicas y europeas en España
En España se produce un caso evidente de contagio electoral en el caso de la participación: las municipales y autonómicas claramente hacen subir la participación en las europeas, cuando se celebran el mismo día, hasta el punto de que éstas han oscilado entre 64,3 y 68,9% cuando han coincidido con aquellas, y tan sólo entre 45,9 y 59,2 cuando se han dado en solitario.
También parece haber contagio electoral en los resultados. Agrupando las candidaturas en tres grandes bloques (socialistas, populares y otros), se obtiene que en 1987 un 6,3% de los electores escindieron su voto, y un 6,4% lo hicieron en 1999. En ambas ocasiones el más perjudicado en las municipales fue el PP a favor de “otros”, y en todo caso los dos grandes partidos se beneficiaron de la escisión de voto en sus resultados europeos.
La comparación de la relación entre las europeas y municipales conjuntas con la relación entre las europeas separadas y las municipales más próximas no arroja ningún resultado del que quepa concluir un fenómeno particular de contagio en las convocatorias conjuntas. Se confirma, sin embargo, la importante ventaja de los partidos grandes en las europeas.